# كارين ديلوس رييس
كارين ديلوس رييس هي ممثلة فلبينية، ولدت في 20 أبريل 1984 في مانيلا في الفلبين.